# Halil Umut Meler
Halil Umut Meler (İzmir, 1986. augusztus 1. –) török nemzetközi labdarúgó-játékvezető.

## Pályafutása
2015. szeptember 18-án vezette első élvonalbeli bajnoki mérkőzését, a Başakşehir és az Akhisar Belediyespor találkozóján, amely 2–0-ás hazai sikerrel végződött.
2017 óta FIFA-tag, 2022 óta pedig az UEFA Elit játékvezetők tagja. Első nemzetközi mérkőzése játékvezetőként a 2017–18-as szezonban az Európa Liga selejtezőjének első fordulójában volt, egy 2017. június 29-i Vojvodina – Ružomberok mérkőzésen, amelyet a hazai csapat 2–1-re megnyert.
A 2018-as U17-es Európa-bajnokság döntőjén is bíráskodott, az Olaszország – Hollandia mérkőzésen, amelyet Hollandia 4–1-re nyert büntetőkkel, valamint a 2019-es Török Szuperkupán, amelyet a Beşiktaş 4–2-re nyert büntetőkkel az Antalyaspor ellen. 2020. december 9-én vezette első Bajnokok Ligája-mérkőzését a Manchester City és a Marseille összecsapásán, amelyen az angolok 3–0-ra nyertek.
2022. május 26-án, a 2022-es török kupa döntőjén dirigált, amely a kupa 60. kiírása volt. A Sivasspor hosszabbítás után 3–2-re nyert a Kayserispor ellen, és ezzel megszerezte első török kupagyőzelmét.
2023 májusában Meler vezette a 2022–23-as Európa-konferencia Liga elődöntőjének első mérkőzését, amelyen a West Ham United és az AZ Alkmaar csapott össze.

### 2023 decemberi incidens

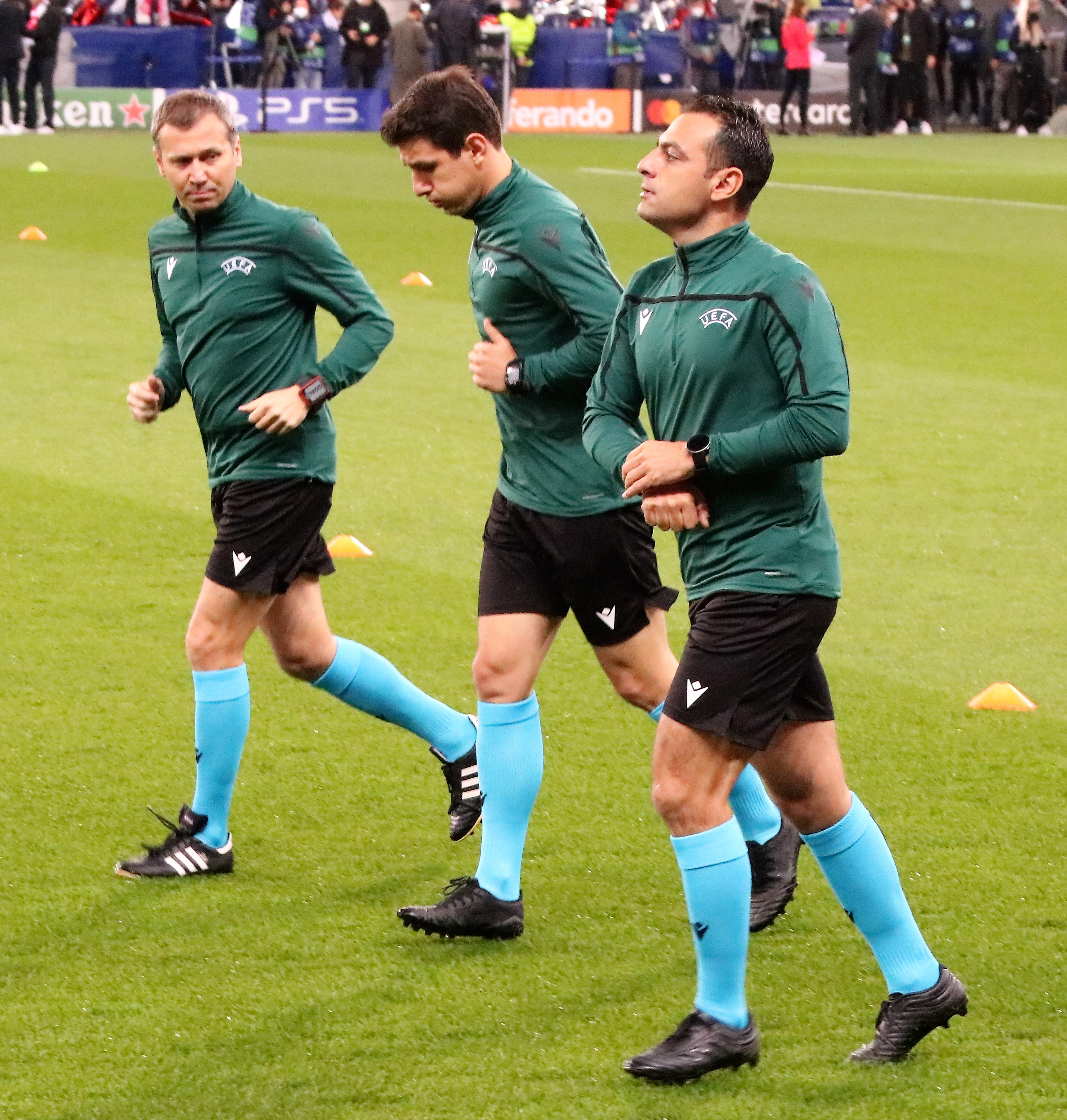
Meler bemelegítés közben az asszisztenseivel

2023. december 11-én, miután az Ankaragücü – Rizespor török bajnoki mérkőzés 1–1-re végződött, az Ankaragücü elnöke, Faruk Koca megtámadta, és két másik férfi is megrúgta miközben a földön feküdt. A játékvezető asszisztensei a biztonsági őrökkel közösen megpróbálták megakadályozni, hogy a támadás tovább fokozódjon. Meler bal szeme bedagadt, ezért az első orvosi beavatkozást a pályán kellett elvégezni. Az orvosi ellátás után a játékvezető és asszisztensei rendőri kíséretben az öltözőbe mentek. Ezután Melert a stadionból mentőautóval kórházba szállították. A komoly fejsérülése miatt az egészségügyi állapotát egész éjszaka figyelték.
Melert a kórházban meglátogatta Ali Yerlikaya török belügyminiszter, és telefonhívást kapott Erdogan elnöktől is. A török A Spor szerint Meler állítólag azt mondta a látogatóinak a kórházban: "Ennek a munkának számomra vége. Nem tudom tovább folytatni". Még egy éjszakát kellett töltenie a kórházban, az orvosi személyzet jelentése szerint arccsonttörést szenvedett, és a szeme is vérzett, de maradandó károsodás nem történt.
A Török labdarúgó-szövetség (TFF) az eset után rendkívüli ülést hívott össze, ennek eredményeként a Süper Ligát határozatlan időre felfüggesztették. Gianni Infantino, a FIFA elnöke szintén elítélte a támadást, "teljesen elfogadhatatlannak" nevezve azt, és hozzátéve, hogy "játékvezetők nélkül nincs futball".
Ankara nyugati főügyészsége vizsgálatot indított az üggyel kapcsolatban, és elfogatóparancsot adott ki Faruk Koca és két másik személy ellen. Mindhármukat letartóztatták az incidensben való részvételért, és a Sincan-i börtönbe helyezték őket. Három személyt igazságügyi ellenőrzési feltételek mellett szabadlábra helyeztek.
A nyomozóknak tett nyilatkozatában Koca azt mondta, hogy az incidenst a játékvezető "rossz döntései" és "provokatív viselkedése" váltotta ki. Továbbá kijelentette, hogy inkább azzal a szándékkal közeledett a játékvezetőhöz, hogy "arcon köpje", mintsem hogy megtámadja őt. Koca azt is mondta: "A pofon, amit adtam, nem fog töréseket okozni. Az általam adott pofon után a bíró 5–10 másodpercig állt, majd a földre vetette magát. Ezután engem azonnal eltávolítottak a helyszínről, mert szívbetegségem volt. Nem tudok semmilyen más eseményről, ami ezen kívül történt volna. Ennyit tudok mondani". Meler állítása szerint az ütés után a földre esett és Koca megfenyegette, hogy megöli. Koca állítólag azt mondta Melernek és asszisztenseinek: "Végezni fogok veletek. Megöllek titeket." Az incidenst követően az Ankaragücü korábbi edzője, Hikmet Karaman azt állította, hogy korábban őt is megtámadta Koca.
Egy nappal az eset után Koca sajtónyilatkozatban kért bocsánatot Melertől és családjától, amelyben egyben bejelentette lemondását az Ankaragücü klubelnöki tisztségéről. A klub alelnöke, Zeynep Karamancı, valamint a klub elnökségi tagjai, Mehmet Şahin és Erkan Aytekin meglátogatták Melert a kórházban, de Meler nem volt hajlandó találkozni velük.
Melert 2023. december 13-án reggel hazaengedték a kórházból. Ugyanezen a napon Mehmet Büyükekşi, a TFF elnöke egy Isztambulban tartott sajtótájékoztatón tagadta azokat az állításokat, amelyek szerint Meler az incidens miatt hagyta volna abba a játékvezetést. Ugyanezen a sajtótájékoztatón Büyükekşi elmondta, hogy a török labdarúgó-bajnokságok 2023. december 19-én folytatódnak, véget vetve a támadást követő egyhetes felfüggesztésnek.
2023. december 14-én a Török labdarúgó-szövetség bejelentette, hogy Kocát véglegesen eltiltották, amiért megütötte Melert. Az Ankaragücü-t kétmillió lírára büntették (£54,000) és a következő öt hazai mérkőzésüket zárt kapuk mögött kell játszaniuk.

## Magánélete
Meler házas és egy gyermeke van. Feleségével és gyermekével Selçukban élnek együtt. A házaspár 10 nappal az ankaragücüi incidens előtt jelentette be első gyermekük születését.

## Süper Lig statisztikái
| Szezon  | Mérkőzés | Tizenegyes | Sárga lap | Piros lap |
| ------- | -------- | ---------- | --------- | --------- |
| 2015–16 | 9        | 2          | 46        | 2         |
| 2016–17 | 22       | 11         | 119       | 5         |
| 2017–18 | 21       | 4          | 101       | 7         |
| 2018–19 | 20       | 12         | 92        | 5         |
| 2019–20 | 20       | 12         | 110       | 11        |
| 2020–21 | 22       | 12         | 111       | 8         |
| 2021–22 | 25       | 11         | 110       | 7         |
| 2022–23 | 14       | 6          | 74        | 6         |
| 2023–24 | 8        | 3          | 50        | 4         |

2023. december 12.-én frissítve.

## Fordítás
- Ez a szócikk részben vagy egészben  a   Halil Umut Meler című angol Wikipédia-szócikk fordításán alapul.  Az eredeti cikk szerkesztőit annak laptörténete sorolja fel. Ez a jelzés csupán a megfogalmazás eredetét és a szerzői jogokat jelzi, nem szolgál a cikkben szereplő információk forrásmegjelöléseként.